# Codex Wallerstein

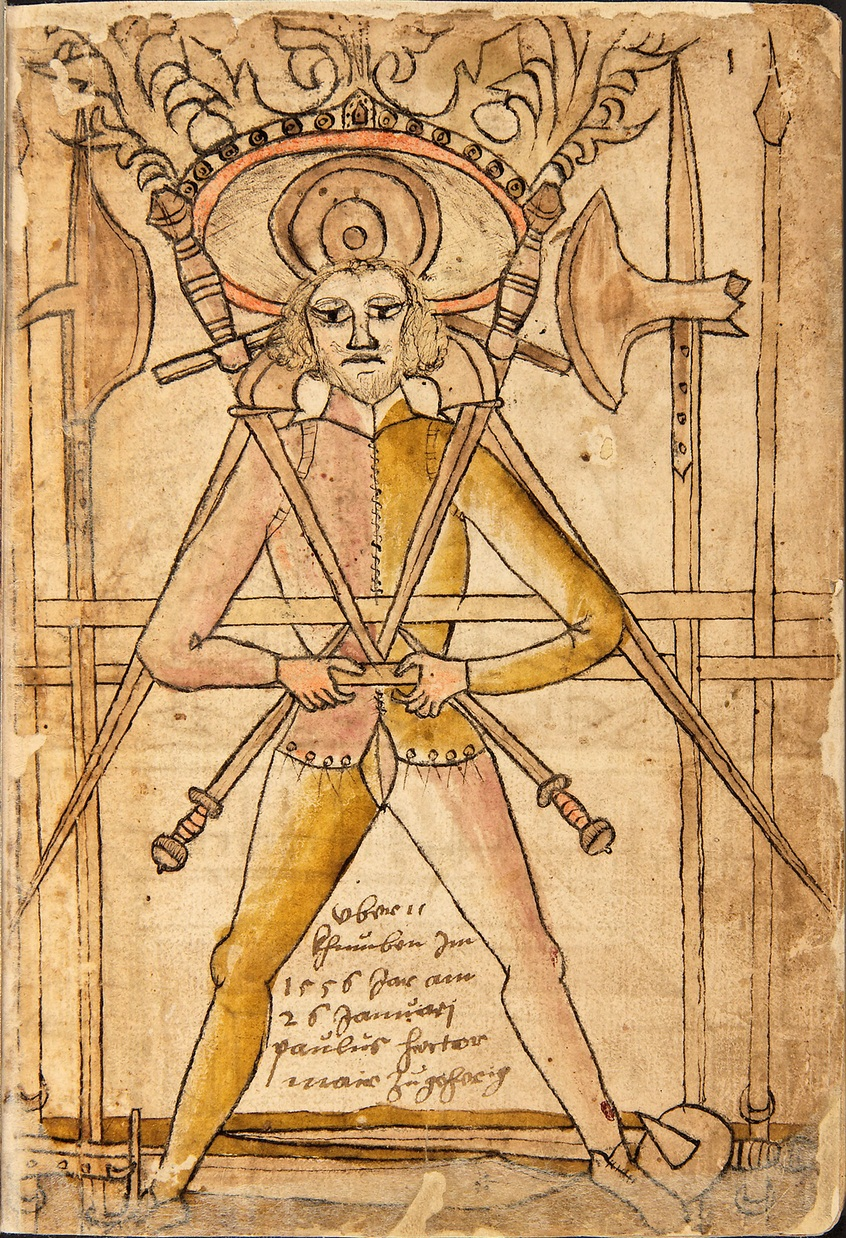
Frontespizio del codice con un guerriero ornato da diverse armi.

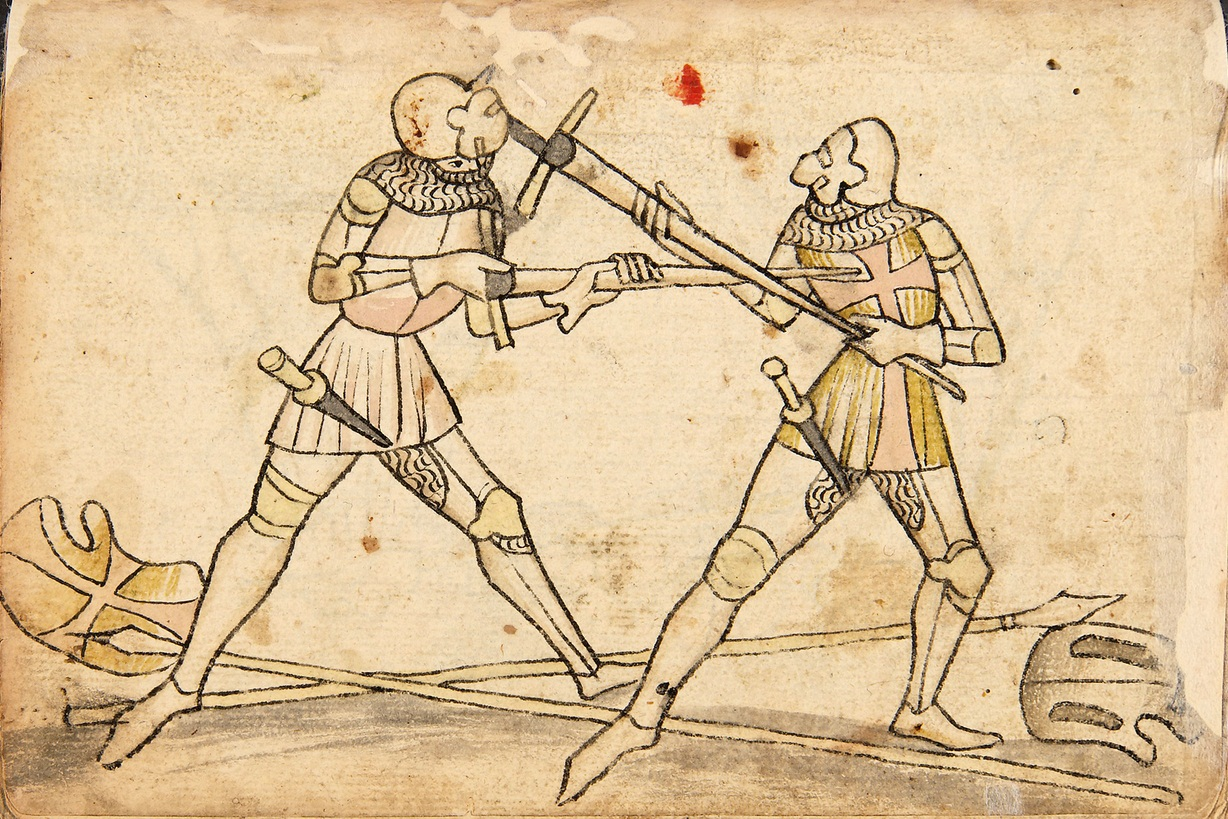
Manovra a "Mezza Spada" contro manovra Mordhau tra due guerrieri in armatura – tav. 214.

Il Codex Wallerstein è un manoscritto del XVI secolo conservato presso la biblioteca dell'università di Augusta alla segnatura I.6.4.2. Il codice porta il titolo Vom Baumans Fechtbuch ed è un manuale di scherma tradizionale datato 1549. Si tratta di uno dei testi fondamentali per lo studio della Scherma Tradizionale Tedesca. Entrato in possesso di Paulus Hector Mair nel 1566, è composto da 221 pagine illustranti tecniche di combattimento con la spada a due mani, la Coltella a due mani, la daga e lo scudo ungherese, sia per schermidori corazzati che privi di armatura, unitamente ad un sistema di lotta corpo-a-corpo (grappling).
Il volume viene diviso in tre parti, diverse per soggetto trattato e qualità delle illustrazioni: la parte A tratta della spada, della daga e della coltella; la parte B tratta della lotta; la parte C tratta del combattimento tra uomini corazzati con spada, scudo ungherese e tecniche di grappling. Causa una grossolana rilegatura delle pagine operata nel XVI secolo, la parte B divide impropriamente a metà la parte A. Delle tre, la parte C è probabilmente la più vecchia, datata alla metà del XV secolo ed attribuita, per ciò che concerne la grafica delle illustrazioni, ad un decoratore di carte da gioco. Le parti A e B (quest'ultima più recente, stando ad una nota nel folio 56v) vengono attribuite al maestro di scherma e mercenario Michael Baumann, presente ad Augusta tra il 1471 ed il 1495.
La scherma del Wallerstein pare essere una sorta di ibrido tra lo stile prettamente tedesco della scuola di Johannes Liechtenauer e le mosse a "Mezza Spada" del maestro italiano Fiore dei Liberi. Questo miscuglio di stili testimonia in modo inequivocabile la natura girovaga dell'autore, uno spadaccino che ha avuto modo di entrare in contatto sia con i maestri italiani che con quelli d'Oltralpe, e spinge gli esperti ad identificarlo nel mercenario Baumann.